# Podbrdo (Mrkonjić Grad)
Podbrdo (szerbül: Подбрдо) falu Bosznia-Hercegovinában, Bosanska krajina területén, a Szerb Köztársaságban, Mrkonjić Grad községben.

## Fekvése
Bosznia-Hercegovina közép-nyugati részén, Banja Lukától légvonalban 40, közúton 58 km-re délnyugatra, községközpontjától légvonalban 6, közúton 8 km-re északnyugatra, a Dinári-hegységben, a  Dimitor-hegység keleti lábánál, 748 méteres magasságban, a Bihácsot Jajcával összekötő E761-es számú főút mentén fekszik.

## Népessége
| Nemzetiségi csoport | Népesség 1991 | Népesség 2013 |
| ------------------- | ------------- | ------------- |
| Szerb               | 954           | 742           |
| Bosnyák             | 0             | 0             |
| Horvát              | 0             | 2             |
| Jugoszláv           | 9             | 0             |
| Egyéb               | 28            | 0             |
| Összesen            | 991           | 744           |

## Története
A falu feletti Gradina nevű magaslat leletei alapján területe már a vaskorban is lakott volt. Ekkor épült az itt található erőd, melynek falmaradványai máig fennmaradtak.
A Banja Luka és Mrkonjić Grad közötti hegyvidék a középkori zemljaniki plébániához tartozott, amelyet II. Prijezda bosnyák bán 1287-ből származó oklevele említ. Zmijanje a Jajcától északra fekvő Vrbas-völgy várainak elesésével 1527-1528-ban került oszmán uralom alá. Az 1540-ig tartó első időszakban ezt a területet a Bródi kádilukhoz tartozó Vrhovina náhijéhez csatolták, majd az 1535-1540 közötti időszakban, amikor az oszmánok átkeltek a Száván, Zmijanje a Boszniai szandzsákba tartozó Kobaši kádilukhoz tartozott. A helyzet lecsendesedésével a Zmijanje náhije különvált. Először az 1541-es defterben említik a Kobaši kádiluk részeként. 1592-től a Banja Luka-i kádilukban volt. Az oszmán uralom első éveiben a Zmijanje náhije magába foglalta a Vrbas és a Szana folyók közötti teljes területet, valamint délen a Mrkonjić Grad feletti Kozare, Dimitor és Lisina hegyeket. Kicsit később a Trijebovoi náhije, mely Mrkonjić Grad környékén feküdt, levált róla. Egyes adatok szerint a 16. század közepétől származó összeírásokban szereplő lakosok ortodoxok voltak.
A falu 1878-ig tartozott az Oszmán Birodalomhoz, majd az Osztrák-Magyar Monarchia része lett. A monarchia szétesésével 1918-ben előbb a Szerb-Horvát-Szlovén Királyság, majd 1929-től a Jugoszláv Királyság része. 1945-től a szocialista Jugoszlávia része volt. Jugoszlávia megszállása után a falu a Független Horvát Állam (NDH) része lett, majd nem sokkal ezután megkezdődött a szerb lakosság lázadása az új hatalommal szemben, melyet a szerbek elleni usztasa támadások követtek.
A településen az 1991-es népszámlálás adatai szerint 991-en éltek. A település 1995 szeptemberéig a boszniai szerb katonai egységek ellenőrzése alatt állt. Lakossága a horvát hadsereg közeledtére elmenekült. A boszniai háborút lezáró daytoni békeszerződés rendelkezése alapján az ország területét felosztották a Bosznia-hercegovinai Föderáció és a boszniai Szerb Köztársaság között, ennek során a település a Boszniai Szerb Köztársasághoz és Mrkonjić Grad községhez került. 

## Nevezetességei
- Szent Petka (Paraskeva) tiszteletére szentelt pravoszláv temploma 1989-ben épült. 1995 októberében a falut elfoglaló horvát csapatok súlyosan megrongálták. 2011 októberében Romániából hozták a templomba Szent Petka rizáját (köpenyét), amely végleg Podbrdóban marad. A templom egyhajós, keletelt épület, sokszögű apszissal és a nyugati homlokzat feletti, hagymakupolás harangtoronnyal.

- Gradina – vaskori erőd maradványai egy dombtetőn találhatók. Védőfalak csak az erőd platójának felső részét védték, mely a Gradić nevet viseli.[4]